# Oloron-Sainte-Marie
Pour les articles homonymes, voir Oloron et Sainte-Marie.
Oloron-Sainte-Marie (en béarnais Auloron e Senta-Maria ou Aulouroû) est une commune française située dans le département des Pyrénées-Atlantiques, en région Nouvelle-Aquitaine.
Le gentilé est Oloronais.
C'est le chef-lieu de l'arrondissement d'Oloron, couvrant le territoire montagnard du département formé par les vallées du Béarn et de la Soule.

## Géographie

### Localisation
La commune d'Oloron-Sainte-Marie se trouve dans le département des Pyrénées-Atlantiques, en région Nouvelle-Aquitaine.
Elle se situe à 34 km par la route de Pau, préfecture du département.
Les communes les plus proches sont : 
Goès (1,3 km), Estos (1,7 km), Bidos (1,8 km), Précilhon (2,1 km), Ledeuix (2,7 km), Agnos (3,6 km), Gurmençon (4,3 km), Moumour (4,5 km).
Sur le plan historique et culturel, Oloron-Sainte-Marie fait partie de la province du Béarn, qui fut également un État et qui présente une unité historique et culturelle à laquelle s’oppose une diversité frappante de paysages au relief tourmenté.

### Communes limitrophes
Oloron-Sainte-Marie est limitrophe de 21 communes dont l'une par un quadripoint. Ledeuix est limitrophe en deux endroits autour de la commune d'Estos.
Les communes limitrophes sont  Agnos, Ance Féas, Ance, Arudy, Bidos, Bilhères, Buziet, Cardesse, Escot, Escout, Esquiule, Estos, Eysus, Féas, Goès, Gurmençon, Herrère, Ledeuix, Lurbe-Saint-Christau, Monein, Moumour, Ogeu-les-Bains et Précilhon.
| Estos, Ledeuix, Moumour | Ledeuix, Cardesse       | Monein, Goès, Précilhon, Escout                                    |
| Esquiule                | Oloron-Sainte-Marie     | Herrère, Ogeu-les-Bains                                            |
| Ance Féas, Agnos        | Bidos, Gurmençon, Eysus | Buziet, Arudy, Bilhères (quadripoint), Escot, Lurbe-Saint-Christau |

### Hydrographie

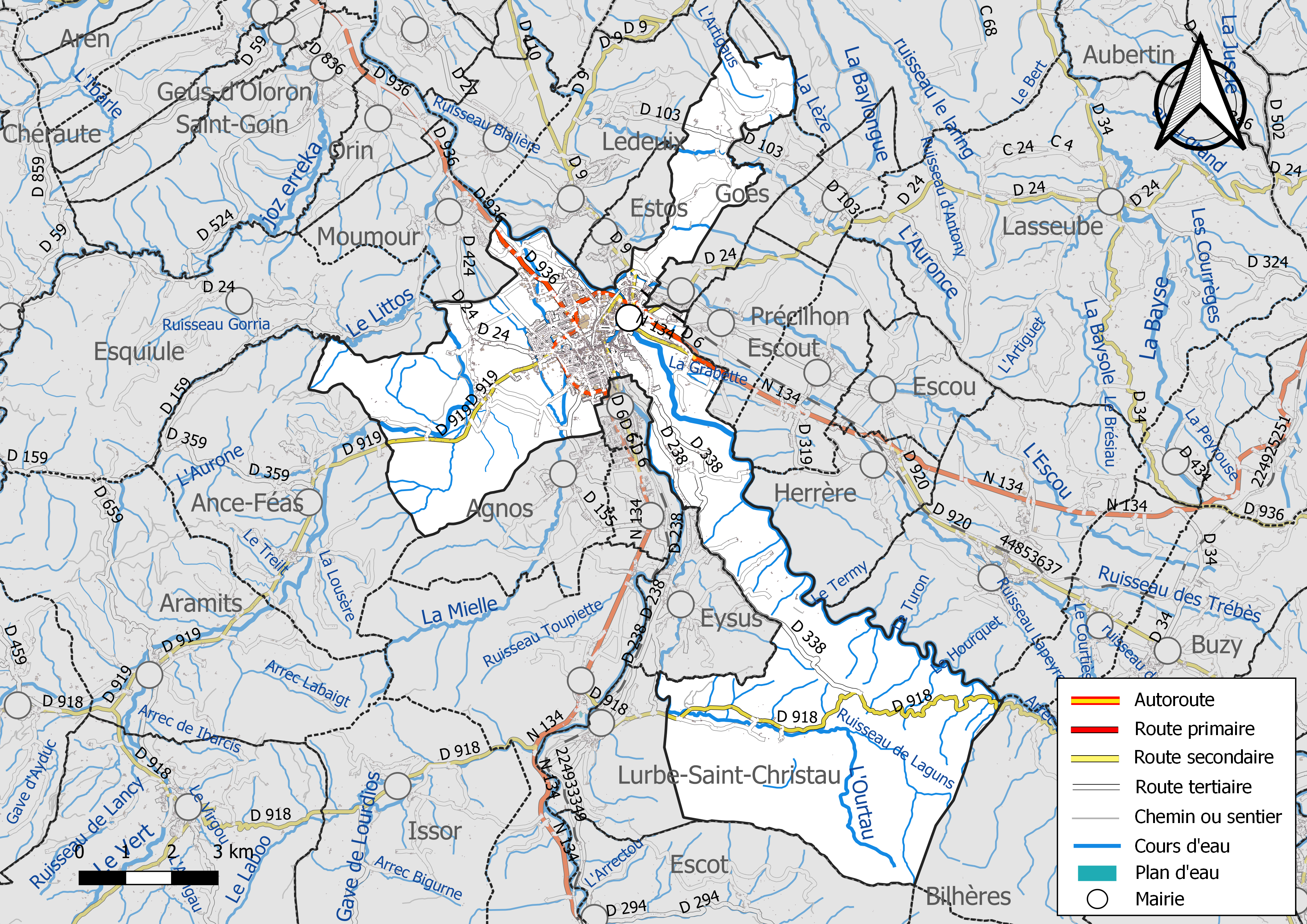
Réseaux hydrographique et routier d'Oloron-Sainte-Marie.

Les terres de la commune sont arrosées par le gave d'Oloron (affluent du gave de Pau) formé dans la ville par la confluence du gave d'Aspe et du gave d'Ossau et par certains de ces affluents : le Vert (et ses tributaires, les ruisseaux le Littos, Coste-Darré et Bélandre), les ruisseaux l'Auronce, l'Escou, la Mielle, le Laberou, de Lamiellotte, l'Arrigastou, l'Ascle, de Rachette et du Termy.
Des affluents du gave d'Aspe, les ruisseaux l'Ourtau (et son tributaire, le ruisseau de Laguns), Branas traversent également la commune.
Le ruisseau la Lèze, tributaire du Luzoué et son affluent, le ruisseau l'Artigaus sont en outre présents sur le territoire de la commune.

### Climat
Le climat qui caractérise la commune est qualifié, en 2010, de « climat des marges montargnardes », selon la typologie des climats de la France qui compte alors huit grands types de climats en métropole. En 2020, la commune ressort du type « climat de montagne » dans la classification établie par Météo-France, qui ne compte désormais, en première approche, que cinq grands types de climats en métropole. Pour ce type de climat, la température décroît rapidement en fonction de l'altitude. On observe une nébulosité minimale en hiver et maximale en été. Les vents et les précipitations varient notablement selon le lieu.
Les paramètres climatiques qui ont permis d’établir la typologie de 2010 comportent six variables pour les températures et huit pour les précipitations, dont les valeurs correspondent à la normale 1971-2000. Les sept principales variables caractérisant la commune sont présentées dans l'encadré ci-après.
| Paramètres climatiques communaux sur la période 1971-2000 - Moyenne annuelle de température : 13 °C - Nombre de jours avec une température inférieure à −5 °C : 1,7 j - Nombre de jours avec une température supérieure à 30 °C : 5,3 j - Amplitude thermique annuelle : 13,8 °C - Cumuls annuels de précipitation : 1 195 mm - Nombre de jours de précipitation en janvier : 11,3 j - Nombre de jours de précipitation en juillet : 8,5 j |

Avec le changement climatique, ces variables ont évolué. Une étude réalisée en 2014 par la Direction générale de l'Énergie et du Climat complétée par des études régionales prévoit en effet que la  température moyenne devrait croître et la pluviométrie moyenne baisser, avec toutefois de fortes variations régionales. La station météorologique de Météo-France installée sur la commune et en service de 1964 à 2012 permet de connaître l'évolution des indicateurs météorologiques. Le tableau détaillé pour la période 1981-2010 est présenté ci-après.
| Mois                                  | jan.           | fév.            | mars            | avril           | mai             | juin            | jui.            | août           | sep.          | oct.            | nov.            | déc.           | année     |
| ------------------------------------- | -------------- | --------------- | --------------- | --------------- | --------------- | --------------- | --------------- | -------------- | ------------- | --------------- | --------------- | -------------- | --------- |
| Température minimale moyenne (°C)     | 1,9            | 2,2             | 4,4             | 6,1             | 9,9             | 13,1            | 15,2            | 15,1           | 12,3          | 9,3             | 5               | 2,7            | 8,1       |
| Température moyenne (°C)              | 6,9            | 7,6             | 10              | 11,7            | 15,4            | 18,5            | 20,6            | 20,7           | 18,2          | 14,8            | 10,1            | 7,6            | 13,5      |
| Température maximale moyenne (°C)     | 11,9           | 13              | 15,7            | 17,3            | 20,9            | 24              | 26,1            | 26,3           | 24,1          | 20,4            | 15,2            | 12,5           | 19        |
| Record de froid (°C) date du record   | −16 09.01.1985 | −11,3 12.02.12  | −9,2 06.03.1971 | −2,5 04.04.1996 | 0,8 07.05.10    | 2,6 01.06.06    | 7,3 21.07.01    | 4,9 30.08.1986 | 2,3 25.09.02  | −2,5 29.10.12   | −9,3 23.11.1988 | −10,1 25.12.01 | −16 1985  |
| Record de chaleur (°C) date du record | 26 28.01.1966  | 27,8 26.02.1994 | 29,6 30.03.1965 | 32,2 30.04.05   | 35,8 30.05.1996 | 38,4 30.06.1968 | 39,5 08.07.1982 | 40,6 04.08.03  | 38 07.09.1970 | 34,5 02.10.1985 | 27 27.11.1970   | 27 02.12.1985  | 40,6 2003 |
| Précipitations (mm)                   | 122,6          | 103,3           | 106,7           | 138             | 123,7           | 101,6           | 82,3            | 93,1           | 96,6          | 117,7           | 137,4           | 118,2          | 1 341,2   |

### Milieux naturels et biodiversité

#### Réseau Natura 2000
Le réseau Natura 2000 est un réseau écologique européen de sites naturels d'intérêt écologique élaboré à partir des Directives « Habitats » et « Oiseaux », constitué de zones spéciales de conservation (ZSC) et de zones de protection spéciale (ZPS).
Quatre sites Natura 2000 ont été définis sur la commune au titre de la « directive Habitats », : 
- « le gave d'Ossau », d'une superficie de 2 300 ha, un vaste réseau de torrents d'altitude et de cours d'eau de coteaux à très bonne qualité des eaux[17] ;
- le « gave de Pau », d'une superficie de 8 194 ha, un vaste réseau hydrographique avec un système de saligues[Note 6] encore vivace[18] ;
- « le gave d'Oloron (cours d'eau) et marais de Labastide-Villefranche », d'une superficie de 2 547 ha, une rivière à saumon et écrevisse à pattes blanches[19] ;
- « le gave d'Aspe et le Lourdios (cours d'eau) », d'une superficie de 1 595 ha, un vaste réseau de torrents d'altitude et de cours d'eau de coteaux à très bonne qualité des eaux[20].

#### Zones naturelles d'intérêt écologique, faunistique et floristique
L’inventaire des zones naturelles d'intérêt écologique, faunistique et floristique (ZNIEFF) a pour objectif de réaliser une couverture des zones les plus intéressantes sur le plan écologique, essentiellement dans la perspective d’améliorer la connaissance du patrimoine naturel national et de fournir aux différents décideurs un outil d’aide à la prise en compte de l’environnement dans l’aménagement du territoire.
Trois ZNIEFF de type 1 sont recensées sur la commune, : 
- le « bois du Bager » (2 758,51 ha), couvrant 5 communes du département[22] ;
- les « Crêtes et pentes du pic Mail Arrouy » (1 035,79 ha), couvrant 5 communes du département[23],
- le « réseau hydrographique du gave d'Aspe et ses rives » (1 207,81 ha), couvrant 23 communes du département[24] ;

et six ZNIEFF de type 2,, : 
- le « bassin versant du Lausset et du Joos : bois, landes et zones tourbeuses » (19 519,13 ha), couvrant 23 communes du département[25] ;
- les « coteaux et vallées "bocagères" du Jurançonnais » (20 986,16 ha), couvrant 23 communes du département[26] ;
- les « massifs forestiers et landes de Bugangue et de Labaig » (1 406,14 ha), couvrant 5 communes du département[27];
- le « réseau hydrographique du gave d'Oloron et de ses affluents » (6 885,32 ha), couvrant 114 communes dont 2 dans les Landes et 112 dans les Pyrénées-Atlantiques[28];
- la « vallée d'Aspe » (54 924,87 ha), couvrant 22 communes du département[29];
- la « vallée de Barétous (bassin versant du Vert) » (15 909,85 ha), couvrant 8 communes du département[30];

## Urbanisme

### Typologie
Au 1er janvier 2024, Oloron-Sainte-Marie est catégorisée petite ville, selon la nouvelle grille communale de densité à sept niveaux définie par l'Insee en 2022.
Elle appartient à l'unité urbaine d'Oloron-Sainte-Marie, une agglomération intra-départementale regroupant neuf  communes, dont elle est ville-centre,,. Par ailleurs la commune fait partie de l'aire d'attraction d'Oloron-Sainte-Marie, dont elle est la commune-centre,. Cette aire, qui regroupe 44 communes, est catégorisée dans les aires de moins de 50 000 habitants,.

### Occupation des sols

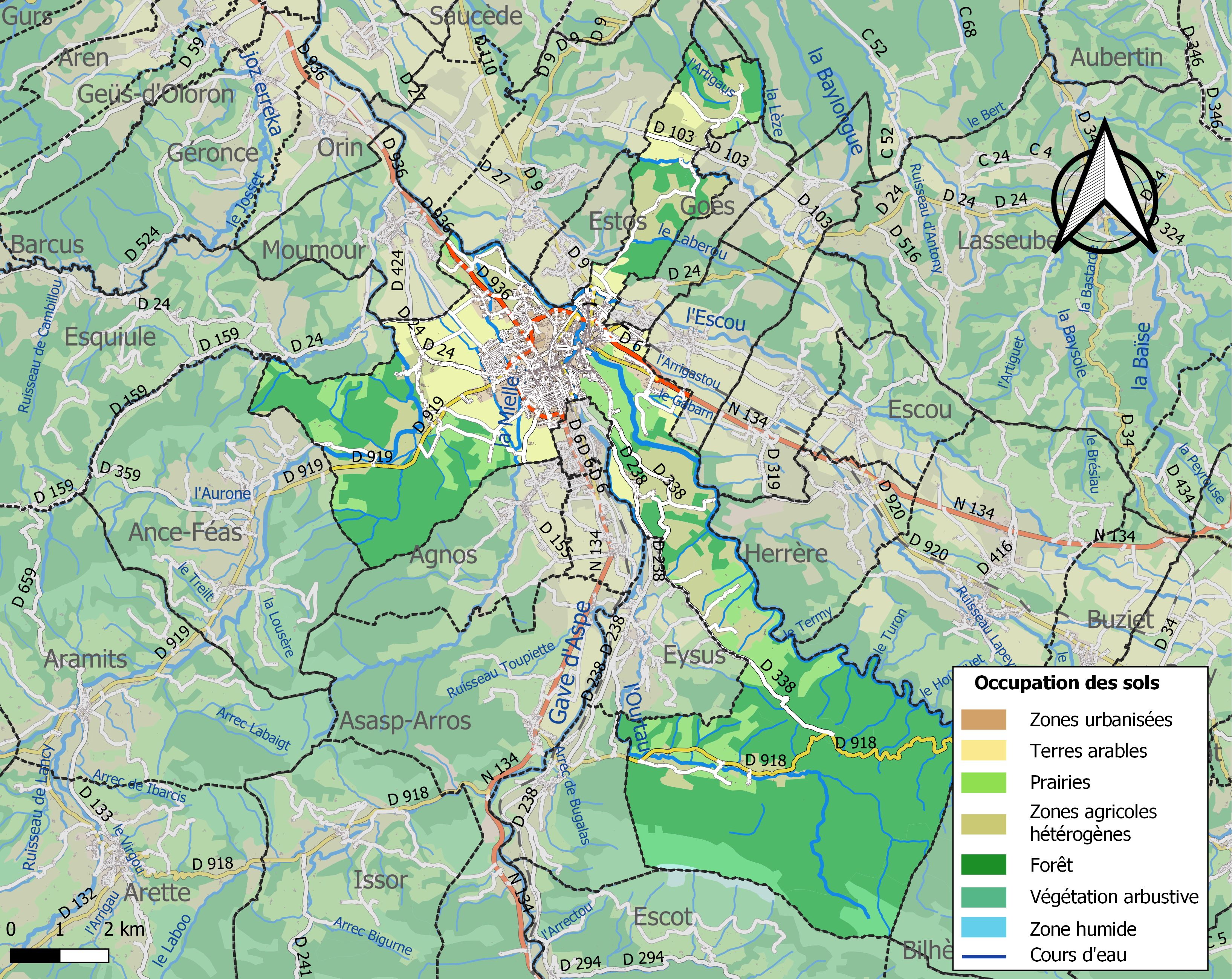
Carte des infrastructures et de l'occupation des sols de la commune en 2018 (CLC).

L'occupation des sols de la commune, telle qu'elle ressort de la base de données européenne d’occupation biophysique des sols Corine Land Cover (CLC), est marquée par l'importance des forêts et milieux semi-naturels (52,8 % en 2018), une proportion sensiblement équivalente à celle de 1990 (52,9 %). La répartition détaillée en 2018 est la suivante : 
forêts (48,8 %), zones agricoles hétérogènes (16,4 %), prairies (12,9 %), terres arables (9,2 %), zones urbanisées (5,9 %), milieux à végétation arbustive et/ou herbacée (3,7 %), zones industrielles ou commerciales et réseaux de communication (2,8 %), espaces ouverts, sans ou avec peu de végétation (0,2 %). L'évolution de l’occupation des sols de la commune et de ses infrastructures peut être observée sur les différentes représentations cartographiques du territoire : la carte de Cassini (XVIIIe siècle), la carte d'état-major (1820-1866) et les cartes ou photos aériennes de l'IGN pour la période actuelle (1950 à aujourd'hui).

### Voies de communication et transports

#### Infrastructures routières
La route nationale 134 parcourt la ville du sud au nord. Au sud, elle permet de rejoindre l'Espagne. Au nord-est, la route permet de rejoindre Pau.
La route départementale 919 relie Oloron à Aramits, route départementale 920 va vers Arudy alors que la route départementale 936 se dirige vers Peyrehorade.

#### Desserte ferroviaire
Oloron-Sainte-Marie est desservie par une gare.
Une unique ligne TER dessert cette gare. Voici les arrêts de cette ligne :
Bedous  -  Sarrance  -  Lurbe-Saint-Christau  -  Bidos  -  Oloron-Sainte-Marie  -  Ogeu-les-Bains  -  Buzy-en-Béarn  -  Gan  -  La Croix-du-Prince  -  Pau.
Les trains en direction de Pau ont une fréquence de 8 fois par jour et les trains en direction de Bedous ont une fréquence de sept fois par jour.
Le site de la gare est le suivant .

#### Transports urbains
Les transports en commun d'Oloron-Sainte-Marie se nomment la navette. 

#### Transports interurbains
Le réseau de transports interurbains en Pyrénées-Atlantiques est constitué de treize lignes quotidiennes d’autocars gérées par la Région Nouvelle-Aquitaine et de huit lignes d’autocars gérées par le Syndicat des Mobilités Pays Basque-Adour.
Depuis Oloron-Sainte-Marie, la ligne 808 dessert les communes dans le nord-ouest jusqu'à Mauléon et la ligne 807 dessert les communes du sud jusqu'à La Pierre Saint-Martin.

### Risques majeurs
Le territoire de la commune d'Oloron-Sainte-Marie est vulnérable à différents aléas naturels : météorologiques (tempête, orage, neige, grand froid, canicule ou sécheresse), inondations, feux de forêts, mouvements de terrains et séisme (sismicité moyenne). Il est également exposé à un risque technologique, le transport de matières dangereuses. Un site publié par le BRGM permet d'évaluer simplement et rapidement les risques d'un bien localisé soit par son adresse soit par le numéro de sa parcelle.

#### Risques naturels
Certaines parties du territoire communal sont susceptibles d’être affectées par le risque d’inondation par une crue torrentielle ou à montée rapide de cours d'eau, notamment le gave d'Oloron, le gave d'Aspe, l'Ourtau, le Escou, la Mielle, le Vert, le Littos et l'Auronce. La commune a été reconnue en état de catastrophe naturelle au titre des dommages causés par les inondations et coulées de boue survenues en 1982, 1988, 1989, 1992, 1999, 2006, 2008, 2009, 2018 et 2021,.
Oloron-Sainte-Marie est exposée au risque de feu de forêt. En 2020, le premier plan de protection des forêts contre les incendies (PDPFCI) a été adopté pour la période 2020-2030. La réglementation des usages du feu à l’air libre et les obligations légales de débroussaillement dans le département des Pyrénées-Atlantiques font l'objet d'une consultation de public ouverte du 16 septembre au 7 octobre 2022,.
Les mouvements de terrains susceptibles de se produire sur la commune sont des affaissements et effondrements liés aux cavités souterraines (hors mines). Afin de mieux appréhender le risque d’affaissement de terrain, un inventaire national permet de localiser les éventuelles cavités souterraines sur la commune.

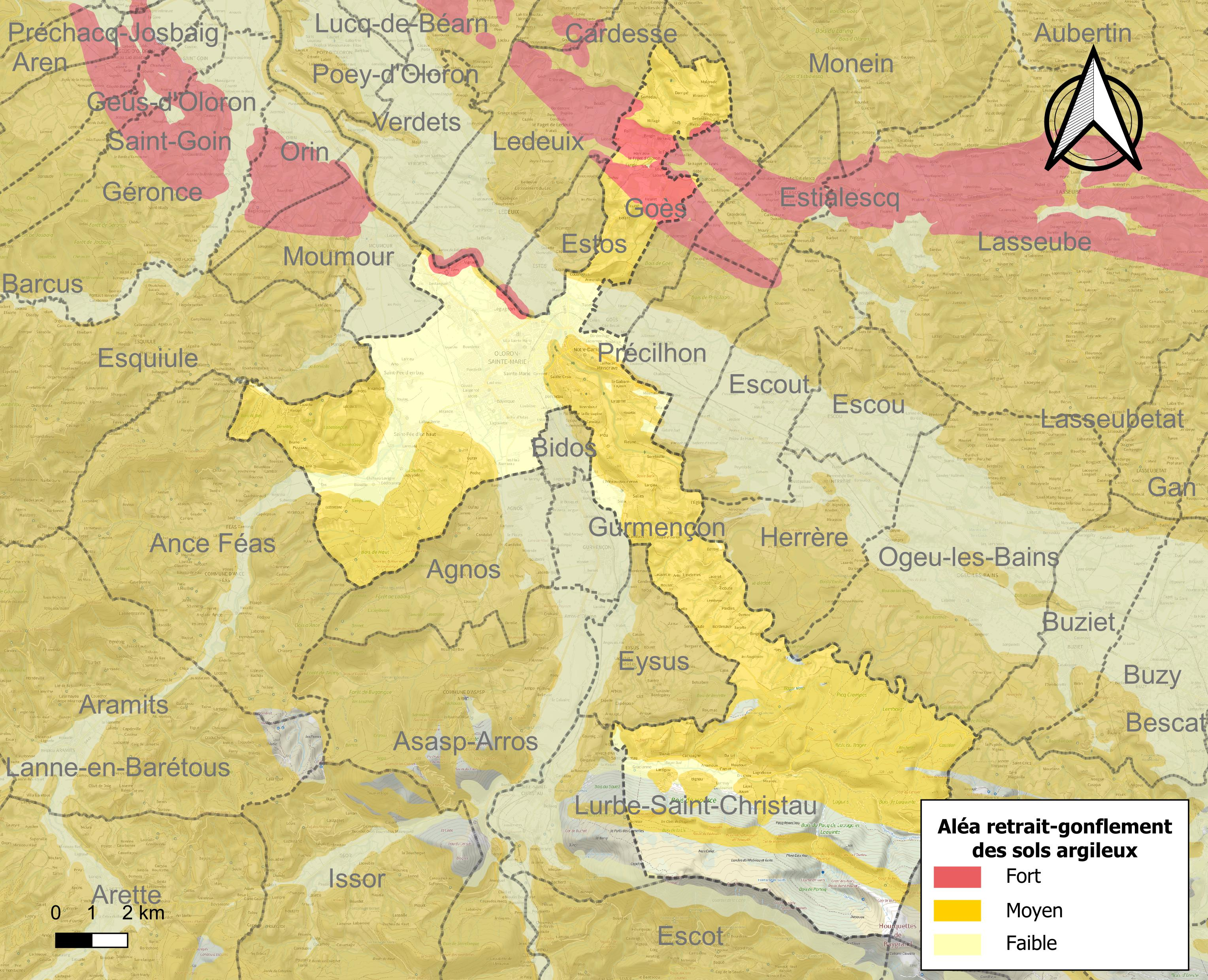
Carte des zones d'aléa retrait-gonflement des sols argileux d'Oloron-Sainte-Marie.

Le retrait-gonflement des sols argileux est susceptible d'engendrer des dommages importants aux bâtiments en cas d’alternance de périodes de sécheresse et de pluie. 66,4 % de la superficie communale est en aléa moyen ou fort (59 % au niveau départemental et 48,5 % au niveau national). Depuis le 1er octobre 2020, en application de la loi ELAN, différentes contraintes s'imposent aux vendeurs, maîtres d'ouvrages ou constructeurs de biens situés dans une zone classée en aléa moyen ou fort,.

## Toponymie
Le toponyme dont est issu Oloron apparaît pour la première fois sous la forme Iluro (sur une borne milliaire). Iluro viendrait de l'aquitain ili (ville) et ur (eau) et est donc la « ville des eaux » car Oloron se trouve à la confluence de deux gaves. Pour d'autres, son origine viendrait du basque ili berri (ville neuve).
Puis il apparaît sous les formes civitas Lurunensium : Elarona et civitas Elloronensium : Elinia (notice des provinces), Oloro civitas (506, concile d'Agde), Loron (1009, cartulaire de Saint-Sever), Elloreus (1073, inscription de Moissac), Holorna (vers 1080, cartulaire de Morlaàs), Eleron (XIe siècle, cartulaire de Bigorre), Auloron et Auloroo (XIe – XIVe siècle, Anciens Fors), Oleron (1208, titres de Barcelone), Olero (1212, synode de Lavaur), Pagus Oloronensis (1235, réformation de Béarn), Sent-Grotz d'Oloron (1271, notaires d'Oloron), Oleiron (1286, registres de Bordeaux), Olaro (XIIIe siècle, chronique des Albigeois),
Diœcesis Oleronensis (1289), Oloronium (1290, titres de Béarn), Oloroo (1343, notaires de Pardies), Oron (XIVe, Jean Froissart, livre III), le Loron (1442, contrats de Carresse) et Oleron (1801, Bulletin des lois).
Son nom béarnais est Auloron-Senta-Maria ou Aulouroû-Sénte-Marie [aw.lu.ˈru.e.ˌsen.tɔ.ma.ˈri.ɔ].
Le toponyme Sainte-Marie apparaît sous les formes Maria in Eleron (XIe siècle, cartulaire de Bigorre), Sancta-Maria de Olorno (1215, cartulaire d'Oloron), Nostre-Done de Lasee de Sancta-Maria et  Nostre-Done de Lassee à Sente-Marie (1466, notaires d'Oloron) et Sainte-Marie-Legugnon (depuis la réunion de Legugnon, du 14 avril 1841 au 18 mai 1858).
Le toponyme Legugnon apparaît sous les formes Lugunhoo (1375, contrats de Luntz), Lugunhon (XIVe siècle, censier de Béarn), Sanctus-Johannes de Legunhon et Sanctus-Petrus de Legunhon (respectivement 1612 et 1619, insinuations du diocèse d'Oloron).
Faget est une ancienne commune qui s'est unie avant 1806, de même que Soeix, à Oloron.
Le toponyme Faget apparaît sous les formes Hospitale de Faget (1128, titres d'Aubertin), Le Faget (1215, cartulaire d'Oloron), Los Fagetz (1548, réformation de Béarn) et Le Faget (1863, Dictionnaire topographique Béarn-Pays basque).
Le toponyme Soeix est mentionné en 980 (cartulaire de l'abbaye de Saint-Savin), et apparaît sous les formes Soeixs (XIe siècle, for d'Oloron), Eixoes (1376, montre militaire de Béarn),
Soexs (1380, contrats de Luntz),
Soex (XIVe siècle, censier de Béarn), Soeis et Sente-Lucie de Soeix (respectivement 1439 et 1467, notaires d'Oloron), Soeyxs (1538, réformation de Béarn) et Soueix (1620, insinuations du diocèse d'Oloron).

## Histoire

### Premières occupations humaines
Création romaine au Ier siècle de notre ère sur la voie du col du Somport, elle doit son nom, Iluro, aux peuples aquitains. Établie pour l'essentiel à Sainte-Marie sur la terrasse alluviale sur laquelle sera établie la future cathédrale, c'est aussi une citadelle dotée de remparts sur la butte de Sainte-Croix d'Oloron. Le promontoire de Sainte-Croix en est l'oppidum. En 506, Gratus, premier évêque connu assiste au concile d'Agde et devient saint Grat, dont la fête est aujourd'hui encore célébrée à l'automne.

### Moyen Âge
Les grandes invasions vont plonger l'histoire d'Iluro dans l'oubli[réf. nécessaire]. Mais vers 1058, il semblerait que quelques habitats aient subsisté car l'évêque Étienne de Lavedan s'installe sur la terrasse alluviale où se dresse encore une chapelle dédiée à la Vierge. En 1080, le vicomte Centulle V le Jeune vient bâtir la nouvelle ville d'Oloron (nom médiéval dérivé d'Iluro) sur l'ancien oppidum romain.
En ces temps médiévaux, aucun autre emplacement ne pouvait être plus sûr que ce promontoire bordé sur les côtés est-ouest par des cours d'eau. Ce vicomte incite les populations à venir résider et commercer à Oloron en instaurant des privilèges juridiques et économiques contenus dans l'acte de « poblacion » (ou peuplement), privilèges qui seront repris et renforcés en 1220 créant ainsi le For d'Oloron, le plus ancien du Béarn.
Entretemps, l'ancienne cité d'Iluro renaît de ses cendres et porte désormais le nom de sa cathédrale, Sainte-Marie.
Les descendants du vicomte s'employèrent à la construction des monuments à leur retour de la Reconquista ou des croisades. Cependant, en 1214, Gaston VI Moncade dut céder les terres de Sainte-Marie, puis plus tard, celles des villages environnants aux évêques, car il était compromis avec les Albigeois hérétiques.
En 1385, Oloron comptait 366 feux, Legugnon 11 et Sainte-Marie 85. Paul Raymond note que Legugnon comptait une abbaye laïque, vassale de la vicomté de Béarn.
On assiste alors à une séparation des deux parties : Oloron, ville vicomtale et Sainte-Marie, ville épiscopale, qui deviennent rivales durant huit siècles environ, Sainte-Marie demeurant économiquement dépendante d'Oloron. Au XIIIe siècle, profitant de la croisade des Albigeois, l'évêque obtient la seigneurie sur Sainte-Marie et son hameau de Saint-Pée ; Oloron fait élargir ses privilèges avec son for, puis se voit dotée d'une enceinte et de deux ponts. Aux XIVe siècle et XVe siècle, elle obtient droit de marché et de foires et sa croissance aboutit à la création de faubourgs. C'est bientôt la capitale économique du Béarn et de la Soule, grâce à son commerce de transit avec l'Espagne et à l'essor de son artisanat textile.

### Époques modernes et contemporaines
Les guerres de Religion puis la Révolution suspendent à deux reprises cette prospérité. La rivalité entre les deux villes ne prend fin qu'avec la réunion de Sainte-Marie à Oloron, en 1858 pendant le Second Empire, favorisant l'arrivée du chemin de fer en 1883 et la substitution de l'industrie à l'artisanat.
Du 11 octobre 1795 au 20 mars 1796, Oloron eut le statut de chef-lieu du département des Basses-Pyrénées que détenait Pau, qui avait succédé à Navarrenx.
Sainte-Marie-Legugnon a existé de 1841 à 1858. La commune est créée en 1841 par la fusion des communes de Legugnon et de Sainte-Marie. En 1858, elle fusionne avec la commune d'Oloron pour former la nouvelle commune d'Oloron-Sainte-Marie.

### Héraldique
| Blason | Blasonnement : D'argent à la vache de gueules, accornée, colletée et clarinée d'azur, surmontée d'une croisette tréflée du même. |

## Politique et administration

### Liste des maires
| Période                                  | Période                       | Identité               | Étiquette             | Qualité |
| ---------------------------------------- | ----------------------------- | ---------------------- | --------------------- | --- |
| Les données manquantes sont à compléter. |                               |                        |                       | |
| 1893                                     | mai 1900                      | Jules Fabre            |                       | Céramiste |
| mai 1900                                 | février 1902                  | Émile Casamayor-Dufaur |                       | Médecin |
| 1902                                     | 1904                          | Michel Cazaux          |                       | |
| 1904                                     | 1908                          | Émile Casamayor-Dufaur |                       | Médecin |
| 1912                                     | 1919                          | Michel Cazaux          |                       | |
| 1919                                     | 1932 (décès)                  | Amédée Gabe            |                       | Avoué |
| 1932                                     | 1935                          | Joseph Vignau          | RG                    | Propriétaire Conseiller général d'Oloron-Sainte-Marie-Ouest (1931 → 1940) Nommé conseiller départemental en 1943                                                                                        |
| mai 1935                                 | décembre 1940                 | Jean Mendiondou        | Gauche ind. puis Rad. | Avocat Député des Basses-Pyrénées (1936 → 1942) Révoqué de ses fonctions le 3 décembre 1940 |
| 1941                                     | 1944                          | Paul Dabadie           |                       | Industriel |
| août 1944                                | mai 1949                      | Jean Mendiondou        | Rad.                  | Avocat Ancien député des Basses-Pyrénées (1936 → 1942) |
| 1949                                     | 1956                          | Paul Dabadie           |                       | Industriel |
| 1956                                     | mars 1959                     | François Patie         |                       | |
| mars 1959                                | mars 1965                     | Albert Rioux           |                       | |
| mars 1965                                | mars 1977                     | Guy Ébrard             | Rad.                  | Médecin Député des Basses-Pyrénées (2e circ.) (1958 → 1968) Conseiller général d’Arudy (1963 → 1976) Vice-président du conseil général (1964 → 1976)                                                    |
| mars 1977                                | janvier 1983 (décès)          | Henri Laclau           | PS                    | Directeur de coopérative Conseiller général d'Oloron-Sainte-Marie-Ouest (1976 → 1983) |
| mars 1983                                | mars 2001                     | Raymond Dieste         | PS                    | Ancien directeur de centre d'accueil de personnes âgées Premier adjoint au maire (1977 → 1983) Conseiller général d'Oloron-Sainte-Marie-Est (1979 → 1985)                                               |
| mars 2001                                | mars 2008                     | Hervé Lucbéreilh       | RPR puis UMP          | Cadre commercial Conseiller général d'Oloron-Sainte-Marie-Ouest (1988 → 2015) |
| mars 2008                                | mars 2014                     | Bernard Uthurry        | PS                    | Professeur d'éducation physique et sportive Conseiller régional d'Aquitaine (2010 → 2015) 1er vice-président du conseil régional (2010 → 2015)                                                          |
| mars 2014                                | juillet 2020                  | Hervé Lucbéreilh       | CNIP                  | Cadre commercial Conseiller général d'Oloron-Sainte-Marie-Ouest (1988 → 2015) |
| juillet 2020                             | En cours (au 26 juillet 2021) | Bernard Uthurry        | PS                    | Professeur d'éducation physique et sportive retraité Conseiller régional de Nouvelle-Aquitaine (2015 → ) 5e vice-président du conseil régional (2016 → 2021) Président de la CC du Haut Béarn (2020 → ) |

La commune est l'une des aires urbaines françaises, ensemble continu de communes constitué par un pôle urbain (agglomération offrant au moins 5 000 emplois) et par des communes adjacentes (la couronne périurbaine) dont au moins 40 % de la population résidente active travaille dans le pôle urbain ou cette couronne.
La commune dispose d'un conseil des prud'hommes. Un peloton de gendarmerie de haute montagne est stationné sur son territoire.

### Intercommunalité
La commune fait partie de quatre structures intercommunales :
- la communauté de communes du Haut Béarn ;
- le syndicat AEP d'Ogeu-les-Bains ;
- le syndicat d’énergie des Pyrénées-Atlantiques ;
- le syndicat de télévision d'Oloron-Vallée d'Aspe.

Oloron-Sainte-Marie accueille le siège de la communauté de communes du Haut-Béarn, ainsi que ceux du syndicat intercommunal du Haut-Béarn pour la collecte et le traitement des ordures ménagères, du syndicat mixte des gaves d’Oloron - Aspe - Ossau et de leurs affluents, du syndicat mixte du Haut-Béarn, et du syndicat mixte du Pays d’Oloron - Haut-Béarn.

### Jumelages
Jaca (Espagne) depuis 1986, située dans la communauté autonome d'Aragon de l'autre côté des Pyrénées. Les liens historiques entre les deux cités sont très forts et aujourd'hui encore ils se manifestent en de multiples occasions tout au long de l'année. Jusqu'en 2005, les deux cités accueillaient à tour de rôle le festival international de folklore des Pyrénées.

### Politique environnementale
Dans son palmarès 2023, le Conseil national de villes et villages fleuris de France a attribué trois fleurs à la commune.

## Population et société

### Démographie
L'évolution du nombre d'habitants est connue à travers les recensements de la population effectués dans la commune depuis 1793. Pour les communes de plus de 10 000 habitants les recensements ont lieu chaque année à la suite d'une enquête par sondage auprès d'un échantillon d'adresses représentant 8 % de leurs logements, contrairement aux autres communes qui ont un recensement réel tous les cinq ans,.

En 2022, la commune comptait 10 658 habitants, en évolution de −1,23 % par rapport à 2016 (Pyrénées-Atlantiques : +3,78 %, France hors Mayotte : +2,11 %).
| 1793  | 1800  | 1806  | 1821  | 1831  | 1836  | 1841  | 1846  | 1851  |
| ----- | ----- | ----- | ----- | ----- | ----- | ----- | ----- | ----- |
| 5 664 | 5 515 | 5 975 | 6 328 | 6 458 | 6 620 | 6 804 | 6 530 | 6 388 |

| 1856  | 1861  | 1866  | 1872  | 1876  | 1881  | 1886  | 1891  | 1896  |
| ----- | ----- | ----- | ----- | ----- | ----- | ----- | ----- | ----- |
| 9 899 | 9 362 | 9 085 | 8 783 | 8 644 | 9 117 | 8 931 | 8 758 | 8 960 |

| 1901  | 1906  | 1911  | 1921  | 1926  | 1931   | 1936   | 1946   | 1954   |
| ----- | ----- | ----- | ----- | ----- | ------ | ------ | ------ | ------ |
| 9 078 | 9 281 | 9 495 | 8 976 | 9 584 | 10 202 | 10 300 | 10 567 | 11 407 |

| 1962   | 1968   | 1975   | 1982   | 1990   | 1999   | 2006   | 2011   | 2016   |
| ------ | ------ | ------ | ------ | ------ | ------ | ------ | ------ | ------ |
| 12 778 | 13 028 | 12 332 | 11 513 | 11 067 | 10 992 | 10 947 | 10 854 | 10 791 |

| 2021   | 2022   | - | - | - | - | - | - | - |
| ------ | ------ | - | - | - | - | - | - | - |
| 10 616 | 10 658 | - | - | - | - | - | - | - |

La commune fait partie de l'aire d'attraction d'Oloron-Sainte-Marie.

## Économie
L'économie oloronaise repose principalement sur deux entreprises prestigieuses :
- la confiserie Lindt & Sprüngli — fabrication de chocolat, en particulier des Pyrénéens —[78] (créée en 1924 sous le nom de Chocolat Rozan) ;
- Safran Landing Systems anciennement Messier-Bugatti-Dowty sur le site de Bidos, fabrication de trains d'atterrissage d'avions.

Mais Oloron est aussi connue comme étant la capitale du béret. Autrefois florissante, cette activité a subi de plein fouet la crise de l'industrie textile. Aujourd'hui, il ne reste qu'une entreprise de fabrication de bérets, Laulhère.
Le Centre d’activités économiques d’Oloron-Sainte-Marie dépend de la chambre de commerce et d'industrie Pau Béarn.
La commune a également une activité fortement agricole (élevage, polyculture, maïs) et fait partie de la zone d'appellation de l'ossau-iraty.

## Culture locale et patrimoine

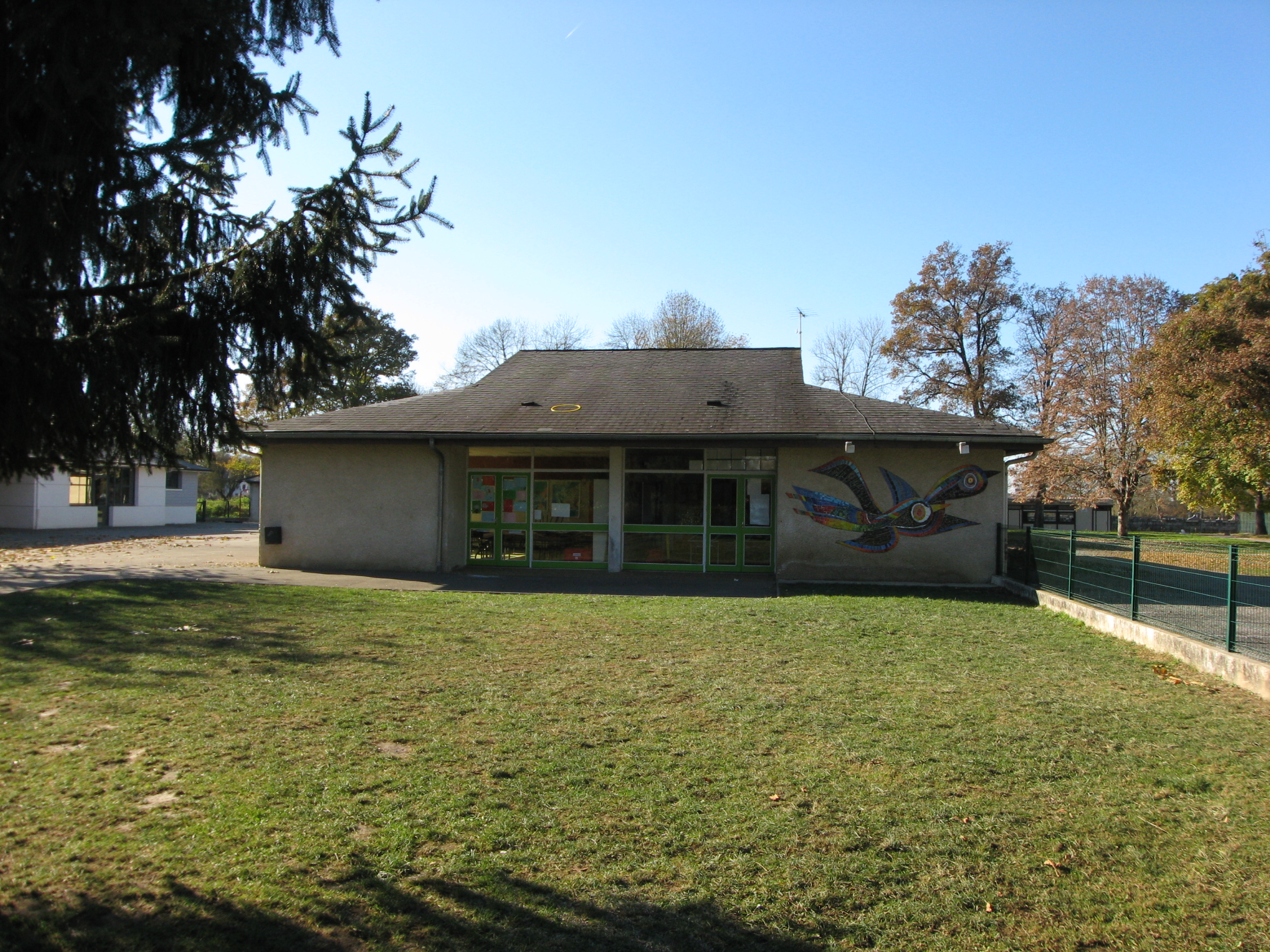
L'école.

La langue vernaculaire de cette commune est le béarnais. Les chanteurs du Faget d'Oloron sous la direction de Jean Abadie mettent en valeur le patrimoine chanté béarnais. Avec la collaboration du violoniste de free jazz Lades Neffous des Eaux-Bonnes qui transcrit, grave et arrange les chansons, Jean Abadie fait publier un recueil de 210 pages de chansons béarnaises, Sounque tau plase de canta, en 2014.
La ville a obtenu le label Ville d'art et d'histoire en novembre 2006.

### Festivals
L'association Jazz à Oloron organise chaque année, le premier weekend de juillet, le festival Des Rives & Notes dans le but de promouvoir toutes formes de musiques dont le jazz et les musiques actuelles. Un tremplin pour les jeunes formations, des concerts gratuits et des animations au village du festival complètent cet événement musical du début d'été sur les bords du gave.
Le festival du film web amateur a eu lieu de 2003 à 2007 au printemps à Oloron-Sainte-Marie. Son objectif était de montrer sur grand écran les meilleurs courts-métrages amateurs diffusés sur Internet et de récompenser le talent et l'inventivité de leurs jeunes réalisateurs.
Le festival « Confluence des musiques et danses du monde », avait lieu tous les deux ans pour accueillir des artistes venus des quatre coins du monde afin de mélanger cultures et traditions. Il ne subsiste plus que les années impaires, en juillet à Jaca en Espagne, la structure oloronaise ayant fait faillite.
Le second weekend de juin, le salon du Livre sans frontières accueille les nouveautés littéraires.

### Équipements culturels
La commune dispose d'un théâtre/salle de spectacles, l'espace culturel Pierre-Jéliote et d'un cinéma, le Luxor.
En 2010, la médiathèque intercommunale a reçu l'Équerre d'argent des prix d'architecture du Moniteur (architecte : Pascale Guédot),.
La villa Bedat, ancienne fabrique de sandales, abrite le Centre d'art et des patrimoines et est le siège du Pays d'art et d'histoire des Pyrénées béarnaises.

### Gastronomie

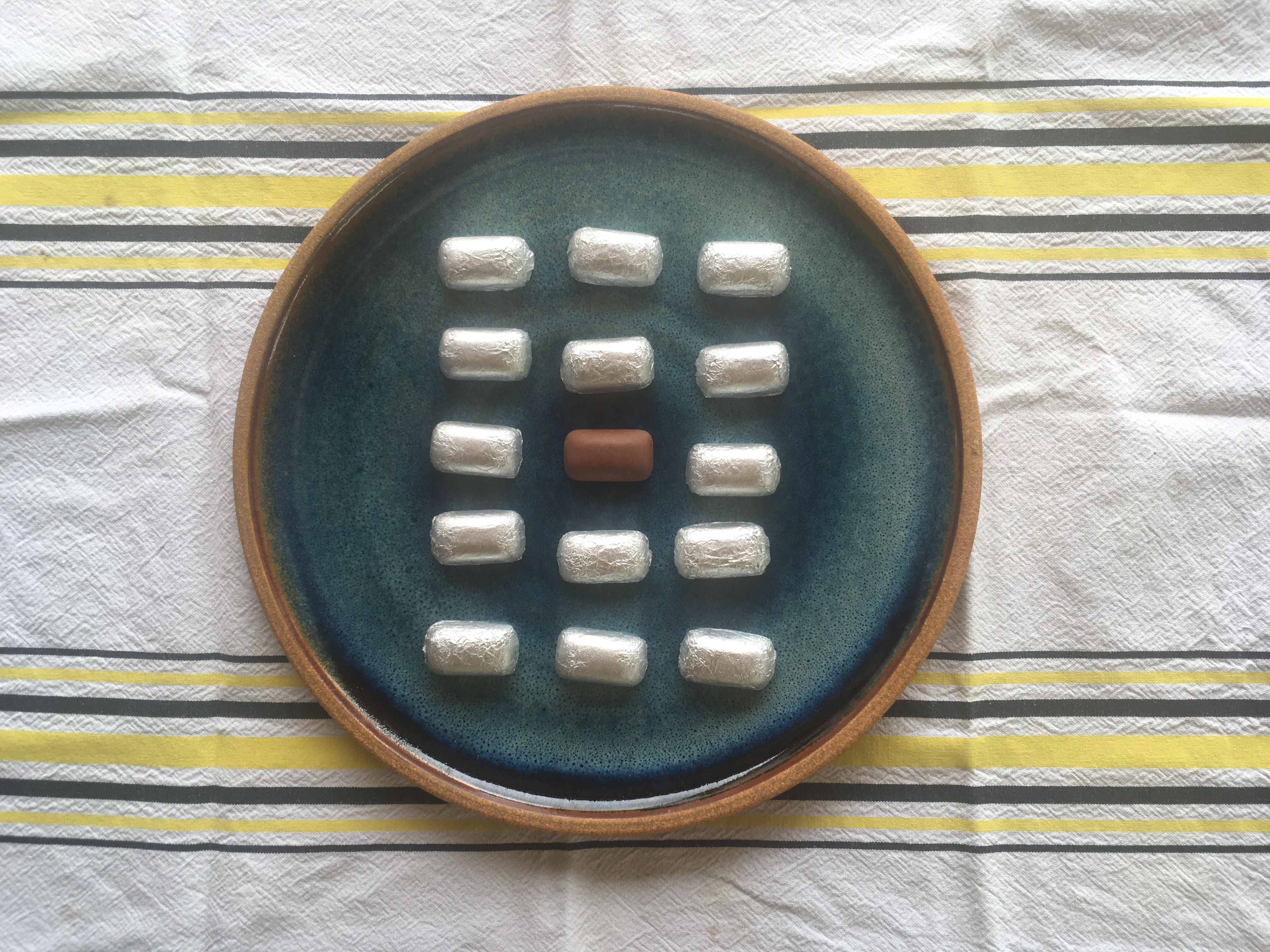
Assiette de chocolats Les Pyrénéens, spécialité d'Oloron-Sainte-Marie depuis 1927.

Outre la fabrication de chocolats et ses Pyrénéens, la ville est renommée pour la pâtisserie le russe.
Les rousquilles d'Oloron, connues au siècle dernier, sont un peu tombées dans l'oubli.
En septembre a lieu la Garburade, championnat du monde de garbures.

### Patrimoine civil
- La tour de Grède[83] date du Moyen Âge ;

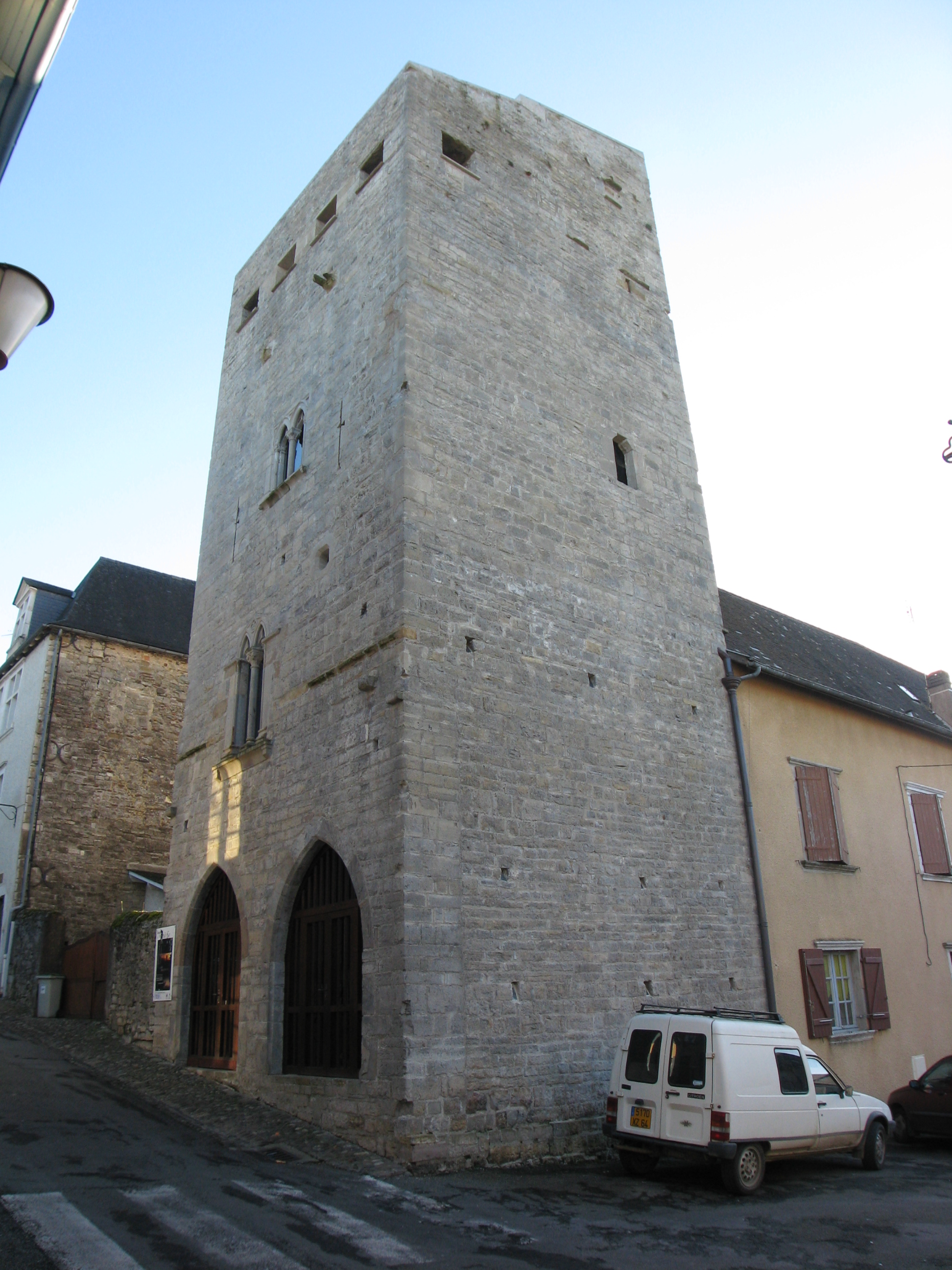
Tour de Grède au quartier Sainte-Croix.

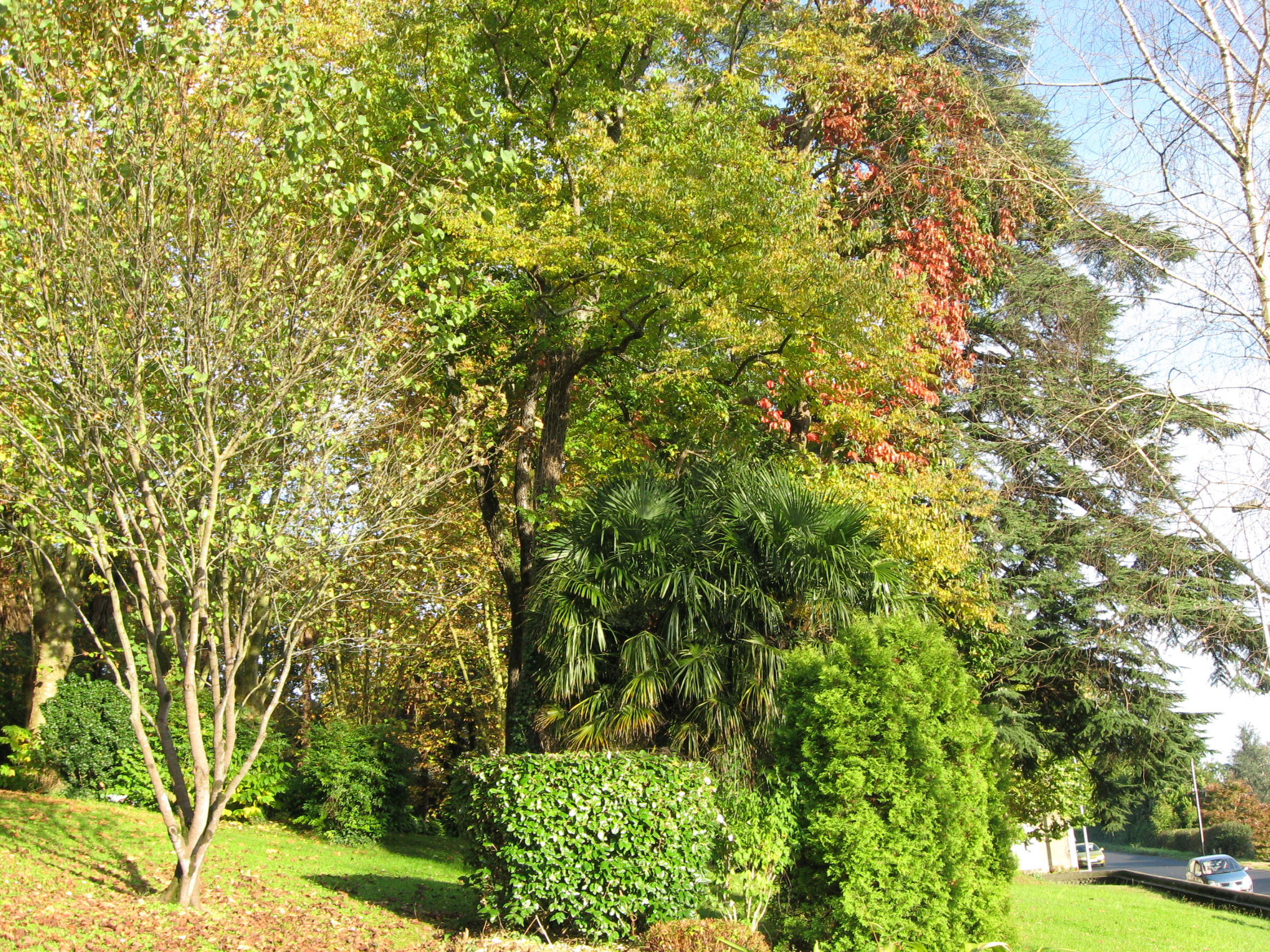
Vue partielle du parc Pommé.

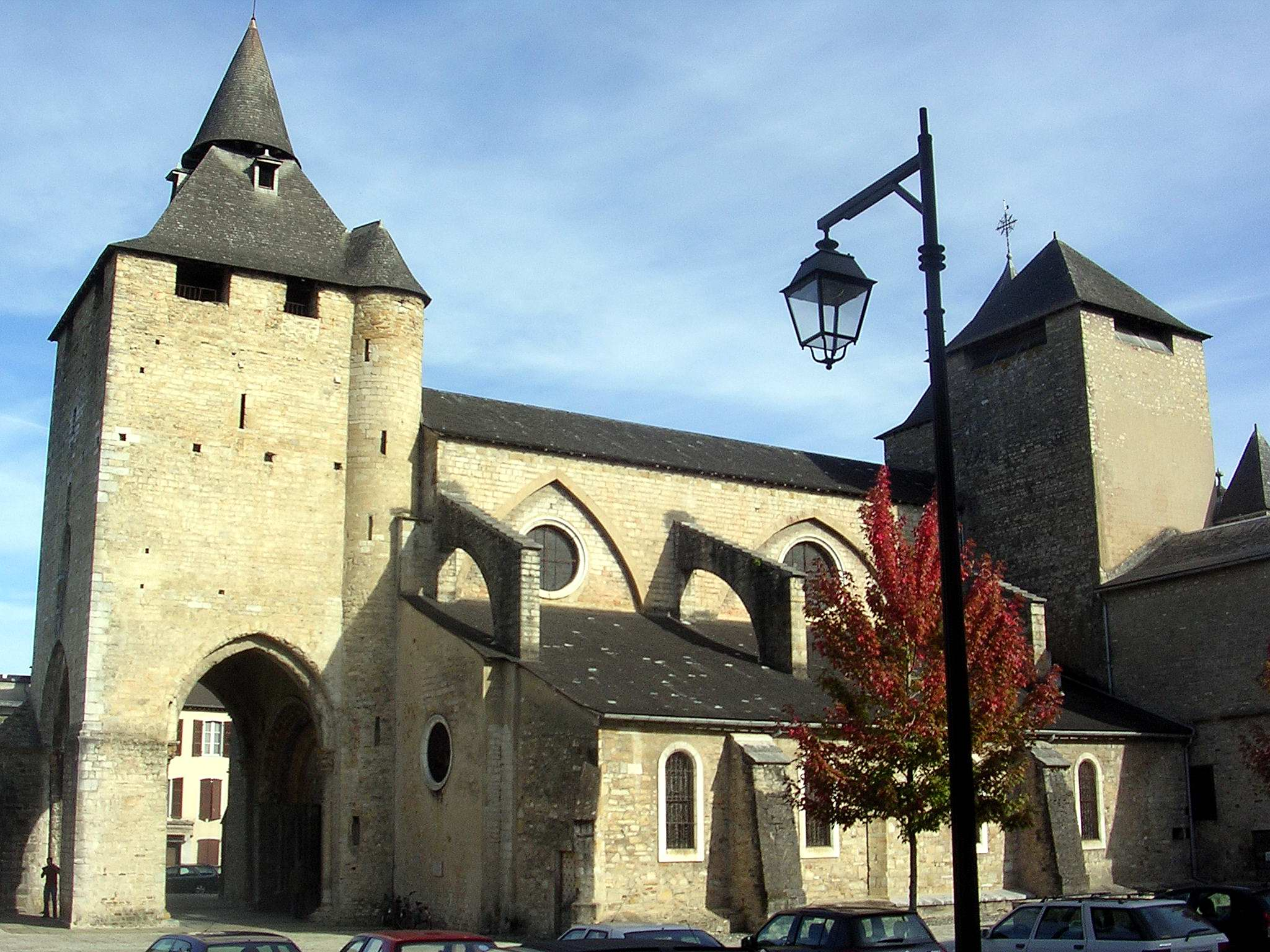
Cathédrale Sainte-Marie.

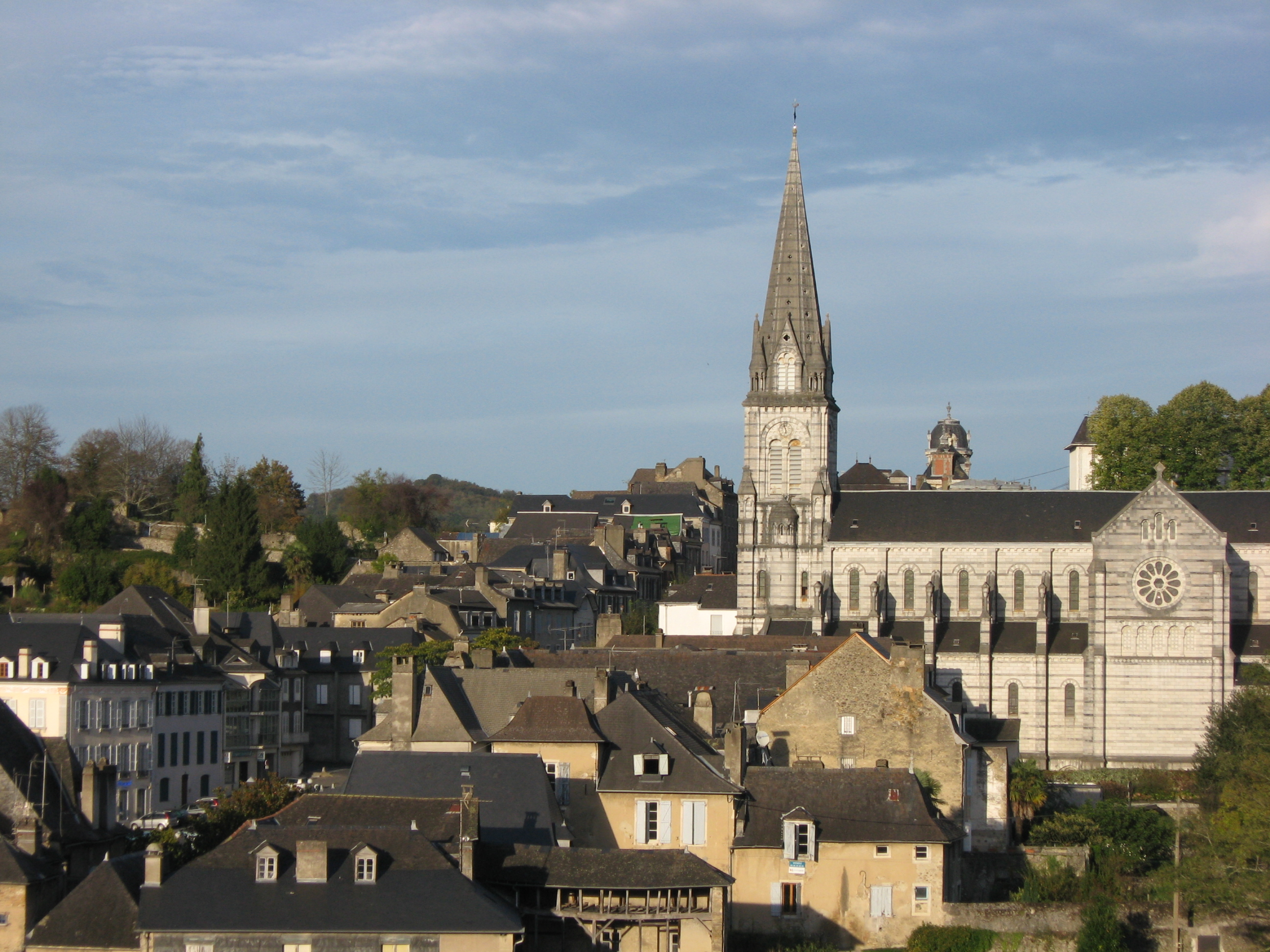
L'église Notre-Dame depuis les lacets du Biscondau.

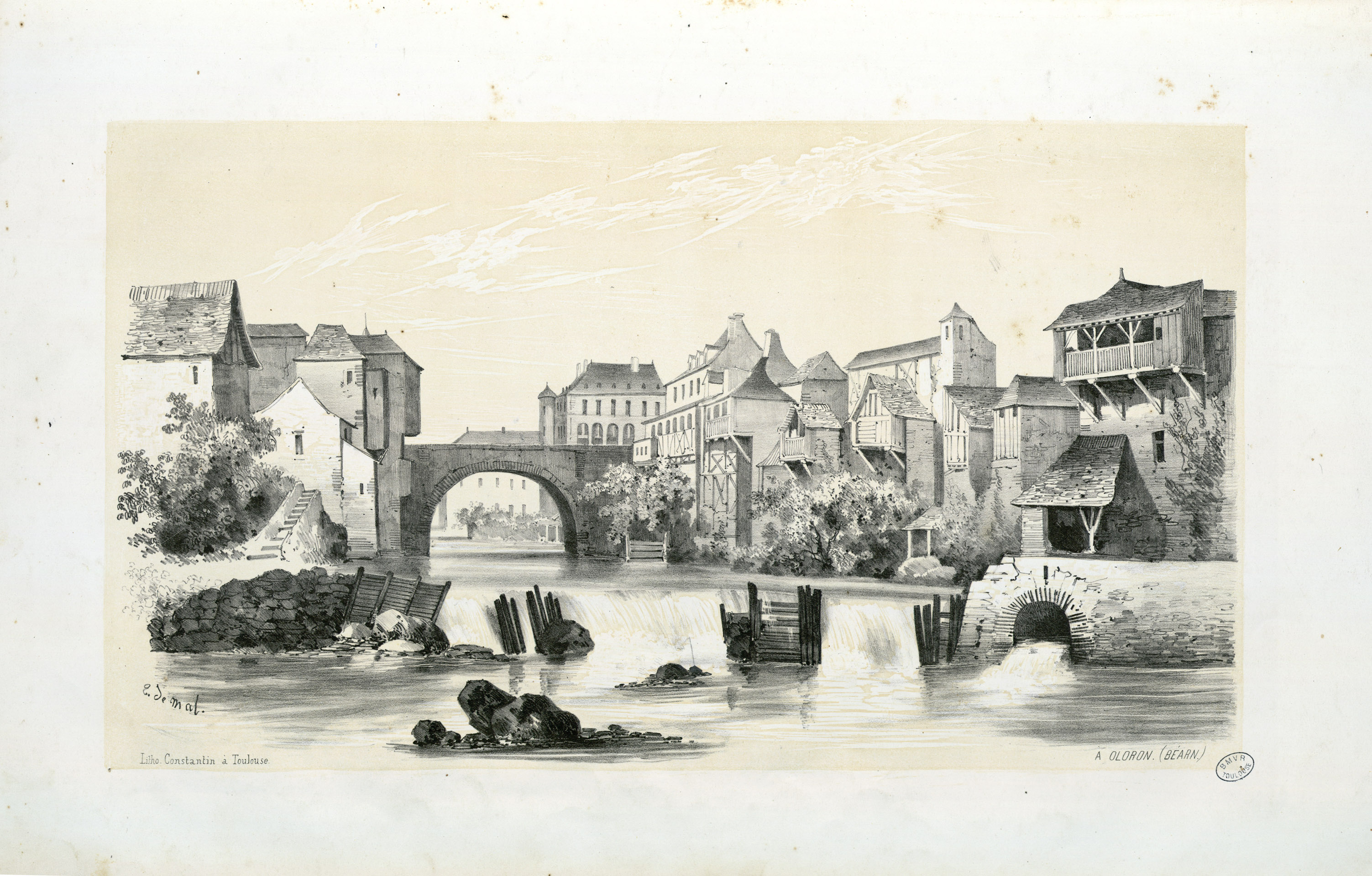
Vue d'Oloron par Eugène de Malbos, lithographie de 1843.

- l'ancien hôtel de ville et prison[84], classé aux monuments historiques depuis 1987 ;
- les remparts ;
- le château de Legugnon[85] date du XVIe siècle ;
- l'immeuble[86] de la rue Pomone date du XVIIe siècle et est classé monument historique depuis 1943 ;
- le parc Pommé ;
- la maison du Patrimoine ;
- le Symposium de sculptures contemporaines.

### Édifices religieux

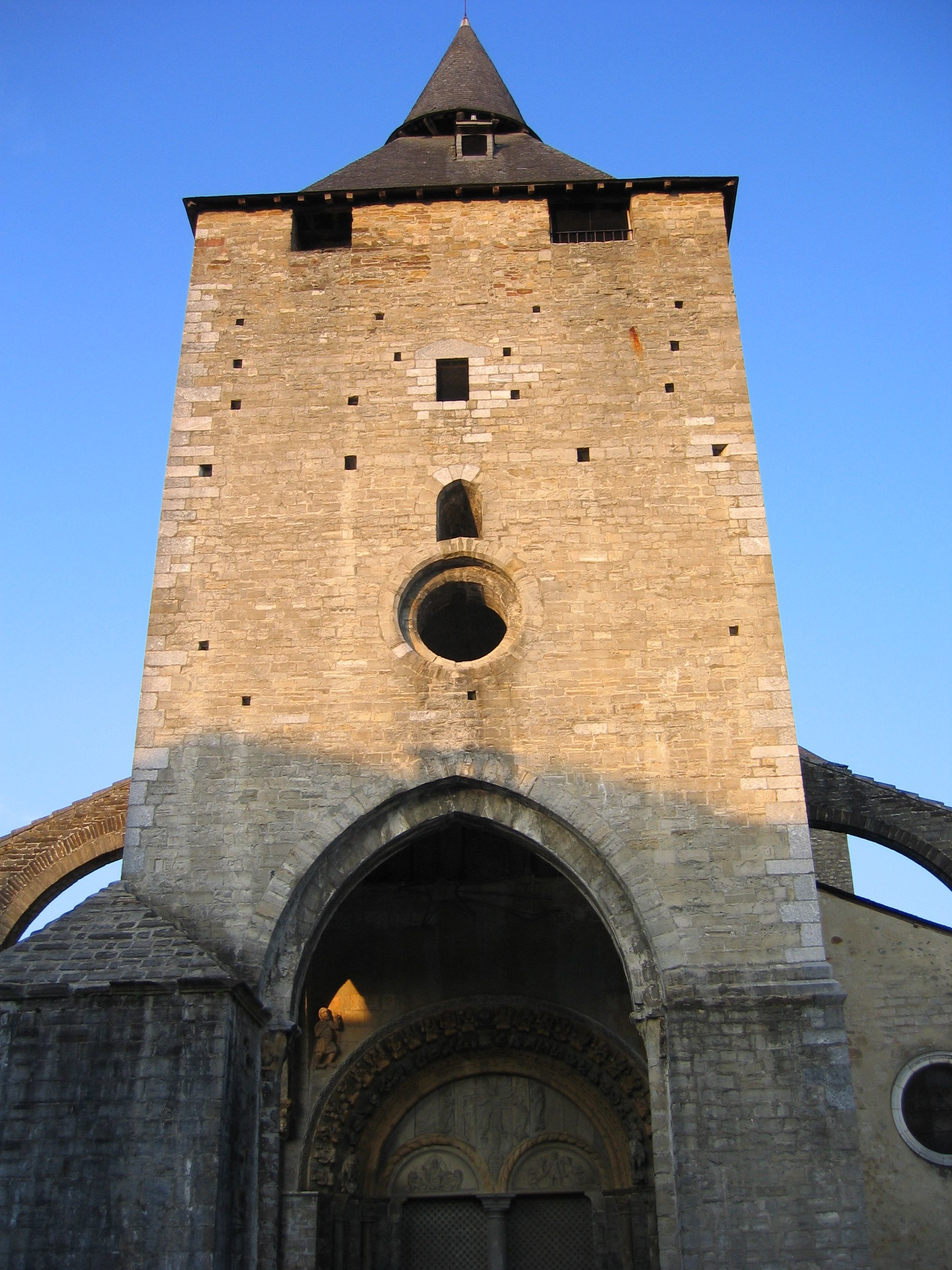
Cathédrale Sainte-Marie.

- La cathédrale Sainte-Marie, place de la Cathédrale ;
- l'église Sainte-Croix d'Oloron, place Abbé-Manjoulet[87] ;
- l'église Notre-Dame, place Gambetta, date de la fin du XIXe siècle ;
- l'église Saint-Pierre, chemin des Charois-au-Saint-Pée[88] date du XIXe siècle ;
- L'église Saint-Pierre, place Saint-Pierre ;
- L'église Sainte-Lucie de Soeix, rue Sainte-Lucie ;
- La chapelle du château de Légugnon, rue du Château-Abbatial ;
- l'ancien séminaire Sainte-Marie, rue Adoué, date du XVIIIe siècle et est inscrit aux monuments historiques depuis 1976 ;
- La chapelle Notre-Dame du Faget, au Faget ;
- La chapelle du Carmel, place Gambetta ;
- Le temple réformé, rue de la Fraternité ;
- l'église évangélique, rue Camou ;
- La salle du royaume des témoins de Jéhovah, rue Ambroise-Bordelongue ;
- La commune se situe sur la via Tolosane (ou voie toulousaine), nom latin d'un des quatre chemins de France du pèlerinage de Saint-Jacques-de-Compostelle ;

Une sculpture de Pierre Castillou vient d'être érigée[Quand ?] près de la cathédrale Sainte-Marie.

#### La légende de saint Grat

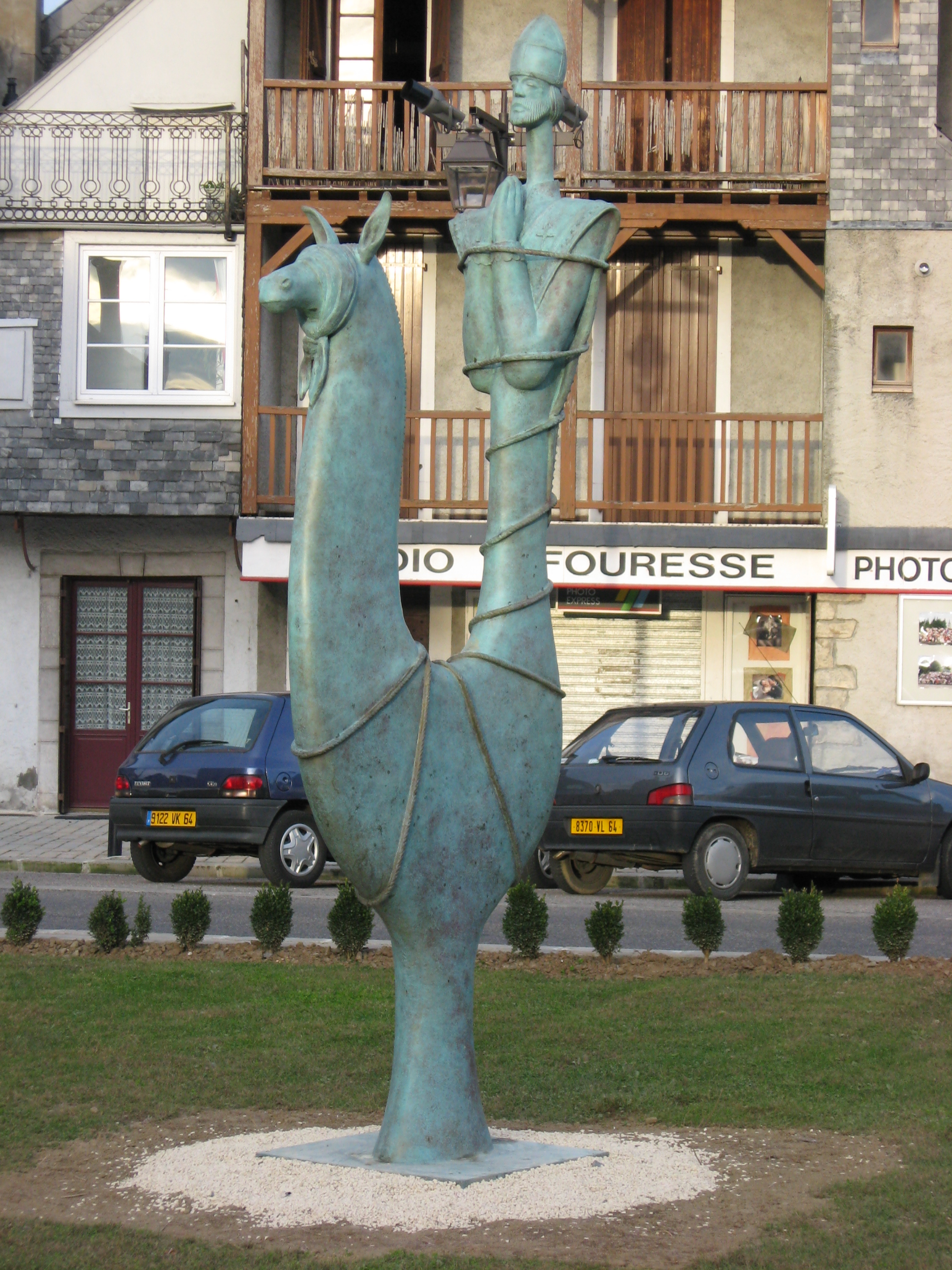
Saint Grat.

L'évêque d'Oloron mourut à Jaca au VIe siècle. Les Aragonais et les Béarnais se disputèrent sa dépouille. Pour trancher, on proposa de confier, depuis le col du Somport, le choix de la destination finale du corps à la mule aveugle de l'évêque. Celle-ci ramena Grat bien ficelé sur son dos jusqu'à Sainte-Marie.

## Équipements

### Sports
- En rugby, le Football club oloronais évolue en  Fédérale 1 pour la saison 2013-2014.
- Structure artificielle d'escalade de niveau national (1600 m² de voies du 4 au 8C et une hauteur développée de 21 mètres). L'association "Le Mur" (escalade) est avec ses 500 adhérents[89], la plus importante association sportive de la ville. Son équipe de compétition est classée au 1er rang national féminin par la FFME en 2008[90].
- F.C.O football (couleur, bleu et blanc).
- F.C.O cyclisme (couleur, bleu et blanc).
- H.B.C.O handball (couleur orange et noir).
- F.C.O escrime.
- F.C.O Tennis.
- F.C.O Athlétisme.
- Oloron Natation 64.
- Centre Nautique Soeix Oloron.
- J.A.O basketball (couleur, bleu et blanc).
- Le Mur Centre Regional escalade : Manu Lopez est champion de France junior et vice-champion d'Europe junior.
- F.C.O karaté.
- F.C.O gymnastique.
- Club Alpin Français d'Oloron (activités cf. site : www.clubalpinoloron.fr).
- SCOVA (Ski Club Oloron Vallée d'Aspe).

Chaque année, la ville élit le meilleur sportif oloronais de l'année.
Oloron a été élue « ville la plus sportive de France 2002 ».

### Éducation
La commune dispose de cinq écoles primaires, de deux écoles primaires privées catholiques (externat Notre-Dame et école Jeanne-d'Arc, enseignement bilingue espagnol), de trois collèges (collèges Tristan-Derême, des Cordeliers et Saint-Joseph), d'un lycée (lycée Supervielle), d'un lycée privé catholique (Saint-Joseph), de deux lycées professionnels (lycées Guynemer et du IV-Septembre-1870) et d'un lycée d'enseignement professionnel agricole.
La commune possède une école Calandreta (Calandreta Auloronesa). La Calandreta, école laïque et gratuite où on parle béarnais, existe depuis 1981 à Oloron-Sainte-Marie. Elle accueille les enfants de la TPS (toute petite section à partir de 2 ans) jusqu'au CM2. Calandreta signifie alouette. Parallèlement, une école publique de la commune propose elle aussi un cursus en béarnais pour la moitié du temps scolaire, ce cursus public va également de la maternelle au CM2. Les deux cursus, calandreta et bilingue permettent ainsi au collège de poursuivre cet enseignement et cela jusqu'au lycée.

## Espéranto
En 2016, la ville d'Oloron s'est portée candidate pour organiser les Jeux mondiaux de la paix de Juillet 2019, dont les seules langues de travail seront le français et l'espéranto.

## Personnalités liées à la commune

### Nées auXVIesiècle
M. de Tréville, de son vrai nom Jean-Armand du Peyrer, comte de Tréville (ou de Troisville), officier français né à Oloron en 1598, lieutenant-commandant de la compagnie des Mousquetaires de la garde du roi, sous Louis XIII, Il a été immortalisé par Alexandre Dumas, dans son roman Les Trois Mousquetaires. Il est décédé le 6 mai 1672 à Troisville-en-Soule, sa terre ayant été érigée en comté par la régente Anne d'Autriche.

### Nées auXVIIIesiècle
- Barthélemy-Jean-Baptiste Sanadon, évêque et député à la Convention, né le 5 février 1729 à Évreux (Eure) et décédé le 9 février 1795 à Oloron-Sainte-Marie.
- Paul-Marie Leroy, ingénieur français, né vers 1733 à Guyancourt (Yvelines) et décédé le 2 janvier 1795 à Oloron-Sainte-Marie. Son œuvre majeure est l’aménagement du chemin de la Mâture du Pact, en face du fort du Portalet, extraordinaire exploit technique pour l’époque, qui permit l’exploitation de la forêt du Pact de 1774 à 1778.
- Antoine Laa, homme politique né le 13 février 1748 à Oloron-Sainte-Marie (Pyrénées-Atlantiques) et mort le 6 avril 1821 au même lieu.
- Charles Vincent Guirail, homme politique né en 1754 à Oloron-Sainte-Marie (Pyrénées-Atlantiques) et mort dans la même ville le 24 septembre 1833.
- Pierre Bernard Palassou, naturaliste, géologue.
- Antoine Germain Labarraque (1777-1850), né à Oloron, dans la rue éponyme, pharmacien, inventeur de la liqueur de Labarraque, un antiseptique, qui est l'eau de javel.

### Nées auXIXesiècle
- Vastin Lespy (1817-1897), auteur d'une cinquantaine d'ouvrages (Grammaire et dictionnaire béarnais, Dictons et proverbes...). Il est enterré au vieux cimetière de Sainte-Croix dans la tombe de la famille « de Dufourcq/Galtier d'Auriac ».
- Auguste Larriu (1840-1925), notaire, compositeur et organiste de l'église Sainte-Croix.
- Louis Barthou (1862-1934), homme politique, président du Conseil et académicien, né à Oloron, dans la rue éponyme, fut assassiné à Marseille.
- Xavier Navarrot, poète chansonnier républicain, janvier 1799-décembre 1862.
- Anna Larroucau Laborde de Lucero (1864-1956), philanthrope d'Argentine, née au quartier Sainte-Croix, dame fondatrice de la Première société de bienfaisance de San Martín. Elle introduit les premiers pieds de vigne d'origine française dans la région de San Martín, à Mendoza, en Argentine.
- Pierre Bordes (1870-1943) : haut fonctionnaire et gouverneur général de l'Algérie, né à Oloron-Sainte-Marie.
- Jacques Dyssord (1880-1952), poète et écrivain. Une rue de la ville porte son nom.
- Jules Supervielle (1884-1960), poète, romancier et dramaturge, né à Montevideo en Uruguay, inhumé au cimetière d’Oloron[99].
- Tristan Derème, né à Marmande en 1889 et mort à Oloron-Sainte-Marie en 1941, est un poète français.
- Jean Mendiondou, homme politique français né le 25 juin 1885 à Oloron-Sainte-Marie et mort le 26 octobre 1961 à Anglet.
- Marguerite Laborde (1880-1973), femme de lettres connue sous son nom de plume Andrée Béarn, devenue en 1911 comtesse de Casa Dávalos (es) par son mariage avec le grand artiste catalan Alexandre de Riquer, mère de Jean de Riquer. Une rue de la ville porte son nom.
- Ketty Lapeyrette (1884-1960), cantatrice (contralto) française, y est née.

### Nées auXXesiècle
- René Guy Cadou, poète français, séjourna à Oloron-Sainte-Marie lors de la bataille de France en 1940 pour y être soigné.
- André S. Labarthe, critique, producteur, réalisateur et scénariste français né le 18 décembre 1931 à Oloron-Sainte-Marie.
- Jean Laffitte, y est né le 5 mai 1952, évêque français, secrétaire du Conseil pontifical pour la famille.
- Alain Maleig, né le 10 juillet 1952 à Oloron-Sainte-Marie, joueur de rugby à XV, sélectionné en équipe de France et jouant au Stadoceste tarbais ;
- Bernard Becaas, coureur cycliste français, né le 23 mai 1955 à Oloron-Sainte-Marie et décédé le 25 août 2000 à Lasseube.
- Carlos Alvarado Larroucau, écrivain franco-argentin, de famille oloronaise apparentée à l'écrivaine oloronaise, Andrée Béarn (Marguerite de Riquer, née Laborde, comtesse de Davalos).
- Michel Clémente, né le 3 novembre 1955 à Oloron-Sainte-Marie, ancien joueur de rugby à XV, sélectionné en équipe de France et jouant au FC Oloron.
- Jean-Philippe Margueron, général d'armée né le 30 octobre 1956 ;
- David Laperne, joueur français de rugby à XV, né le 13 septembre 1972 à Oloron-Sainte-Marie ;
- Fabien Béziat, né à Oloron-Sainte-Marie, réalisateur et scénariste français ;
- Antoine Vignau-Tuquet né le 27 juillet 1981 à Oloron-Sainte-Marie, joueur de rugby à XV et à sept français qui évolue au poste d'arrière, centre ou demi d'ouverture au sein de l'effectif du Stade montois ;
- Guillaume Bergos, né à Oloron-Sainte-Marie le 2 octobre 1983, joueur de rugby à XV évoluant au poste de pilier ;
- Stéphan Vitalla, né le 23 mars 1984 à Oloron-Sainte-Marie, joueur de rugby à XV évoluant au poste de talonneur ;
- Sébastien Tillous-Borde, né le 29 avril 1985 à Oloron-Sainte-Marie, joueur international de rugby à XV évoluant au poste de demi de mêlée au Rugby club toulonnais ;
- Gaëtan Belaud, né en 1986 à Oloron-Sainte-Marie, footballeur professionnel ;
- Jena Lee, de son vrai nom Sylvia Garcia, née au Chili en 1987, est une chanteuse française qui a grandi à Oloron-Sainte-Marie après son adoption ;
- Camille Lopez, né le 3 avril 1989 à Oloron-Sainte-Marie, joueur de rugby à XV international évoluant au poste de demi d'ouverture ;
- Jean Abadie dirige les Chanteurs du Faget depuis 1966, il fait publier ses chansons avec le livre "sounque tau plase de canta", avec les musiques de Henri Ladousse, de Manex Pagola et de lui-même, les arrangements et gravure de musique de Lades Neffous, avec l'aide de Jean Louis Bergerot.
- Jean de Riquer (1912-1993), artiste peintre et graveur, résistant (déporté au camp de concentration de Dachau), explorateur (membre des Expéditions polaires françaises - Missions Paul-Emile Victor). Une rue de la ville porte son nom et celui de son père Alexandre de Riquer.
- Michel Naudy (1952-2012) est un journaliste (il figure en 1988 parmi les fondateurs de la revue Politis, dont il est un temps rédacteur en chef) et homme politique français.